# Julian Smith (fotograf)
Julian Augustus Romaine Smith (5. prosince 1873, Camberwell – 13. listopadu 1947, East Melbourne) byl britsko-australský chirurg a fotograf.

## Životopis
Julian Smith se narodil 5. prosince 1873 v Camberwell, Surrey v Anglii jako syn Rose Amelie Smithové (rozené Pooley) a kapitána Juliana Augusta Jamese Smithe, hlavního námořníka. Jeho rodina se o tři roky později přestěhovala na adresu Halifax Street v Adelaide v Austrálii.
Vystudoval Prince Alfred College a University of Adelaide, kde v roce 1892 získal bakalářský titul a po promoci učil na své bývalé škole a od roku 1893 se vrátil na univerzitu studovat medicínu. V letech 1895–1896 vesloval ve vítězné univerzitní posádce v Adelaide. Hromadná rezignace všech čestných lékařů a chirurgů kvůli neshodě mezi vedením nemocnice Royal Adelaide Hospital a vládou však ukončila klinickou výuku, takže v roce 1897 se Smith a sedmnáct dalších studentů museli přestěhovat do Melbourne, aby dokončili svá studia, a tam v letech 1897–1898 vesloval a trénoval veslařskou posádku Ormond College.
Smith promoval s titulem M.B. v roce 1898 a titulem B.S. v roce 1899, s výstavami a cenami včetně těch, které nabízí pozůstalost Dr. Jamese George Beaneyho za bakteriologii v chirurgii. Byl jmenován starším rezidentním lékařem v Royal Melbourne Hospital a byl prozatímním lékařským superintendentem. V roce 1901 získal titul M.D. (Melbourne) a v roce 1908 titul Master of Surgery (Adelaide), který prověřil profesor Welsh Jeho diplomová práce byla „The Treatment Surgical Tuberculosis“ spojená z jeho výzkumem léčby tuberkulózy vakcínami, opsonickou metodou vyvinutou sirem Almrothem Wrightem, se kterým Smith pracoval v Londýně.

## Chirurg

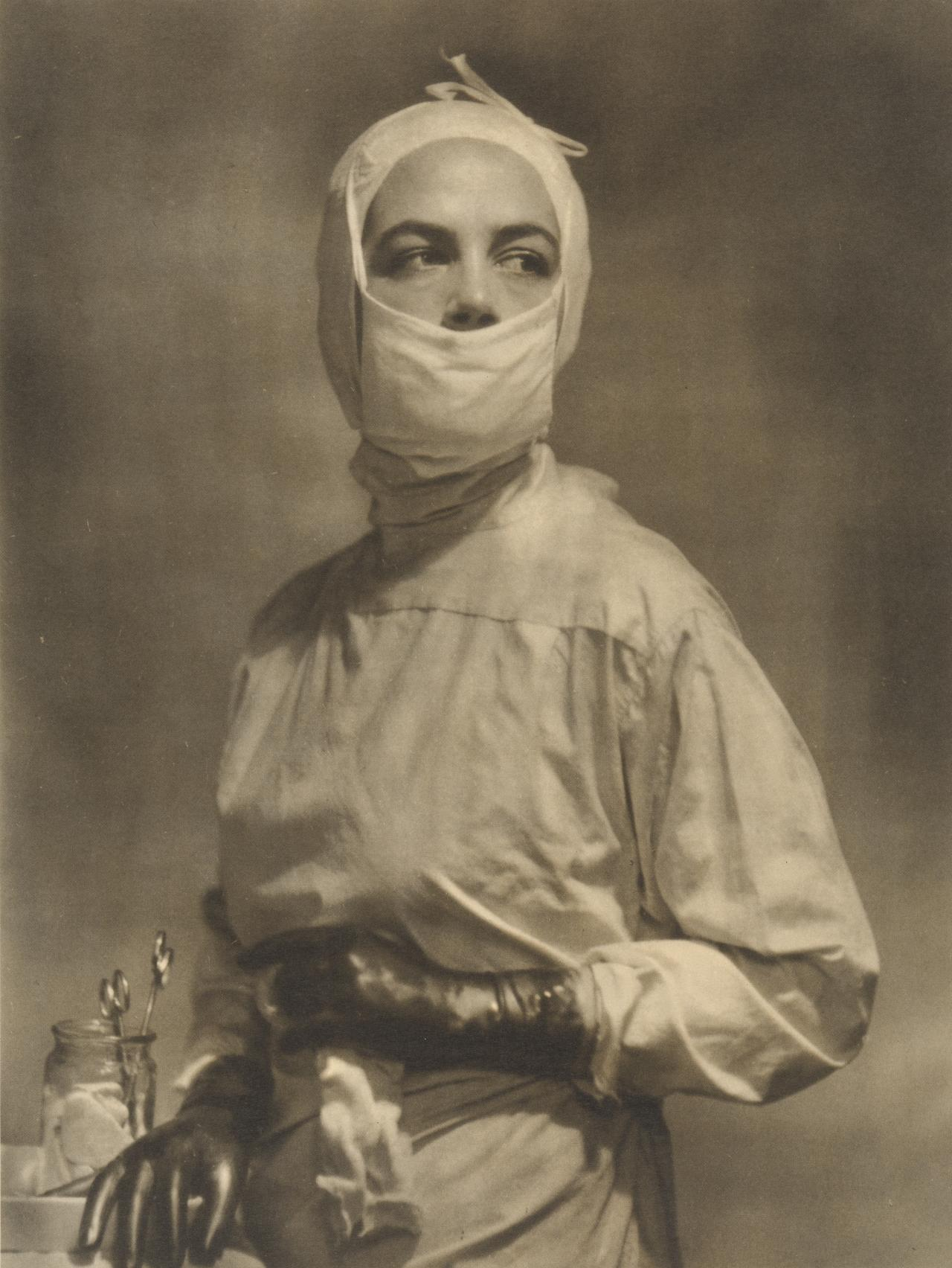
Julian Smith: Divadelní sestra, 1930–1940

V dubnu 1901 Smith zahájil lékařskou praxi v Morwellu, Gippsland, kde byl jmenován zdravotním důstojníkem s raným úkolem zabývat se vypuknutím záškrtu. On a Edith Mary Reynoldsová byli oddáni arciděkanem Langleym v St Paul's Cathedral, Melbourne, dne 24. září téhož roku.
Zatímco pár žil v Gippslandu, jejich první syn se narodil 21. ledna 1903. V lednu 1906 se vrátil, aby tam operoval pacienty až do roku 1912, opustil Morwell, aby cvičil jako mladšího partnera na chirurgii Simpson Street ve východním Melbourne Frederica Birda.  Značná pozornost tisku byla věnována v roce 1912 Smithovým výpovědím na podporu žalobců žalujících železničního komisaře po nehodě v Yea, během níž byly zpochybňovány Smithovy a další zdravotní zprávy. Smith v následujících letech podával lékařské důkazy u soudu v případech rozvodu, dědických sporů, vražd, napadení, nehod a sebevražd.
Byl jmenován čestným demonstrátorem chirurgie na Univerzitě v Melbourne v polovině roku 1907 a také zvolen čestným chirurgem v nemocnici St Vincent's Hospital v Melbourne a ovlivnil její uznání jako klinické školy univerzity během roku 1909. Úspěšně založil pokoje na Collins Street 59 (později na Collins Street čp. 2) a soukromou nemocnici. Jedním z jeho pacientů byl tasmánský senátor Rudolph Ready a v roce 1918 mu George Robert Jackson odkázal 3000 liber. Pár, který tehdy bydlel na adrese Powlett St. South Yarra, koupil v roce 1921 rekreační dům, část Glen Shian na Ballar Creek v Mt Eliza. V roce 1927 se stal členem nadace Royal Australasian College of Surgeons. Při prezentaci Victorie na International Cancer Conference na dovolené v Londýně v roce 1928 Smith předpověděl, že se blíží vyléčení rakoviny, a později v Austrálii hovořil o použití radia při její léčbě. Odkazoval na nedávný film Ronalda G. Cantiho pojednávající o jeho vlivu na rakovinné buňky srovnávající šíření rakoviny s „bolševiky“. Odešel ze St Vincents a v roce 1929 byl jmenován konzultujícím chirurgem. Jeho dálková telefonická konzultace se specialistou na Harley Street v Londýně Dr. Morelandem McCreou ohledně případu života a smrti byla vyléčena jako „epochální“ a přitáhla pozornost krále Jiřího V.
V roce 1936 odešel z praxe, ale ve druhé světové válce se vrátil k chirurgii. Ze svých zájmů v hematologii vyrobil prototypy pumpy pro transfuzi krve přímo od dárce k pacientovi a vymyslel stroj na broušení a leštění transfuzních a jiných jehel, oba vynálezy pokročilé chirurgické léčby. Jako člen Britské lékařské asociace v letech 1901–1936 propagoval názory na chirurgii, zejména na nemoci močových cest, na oborových poradách a jeho výzkum v oblasti urologie a transfuze byl publikován v Medical Journal of Australia.

## Fotograf

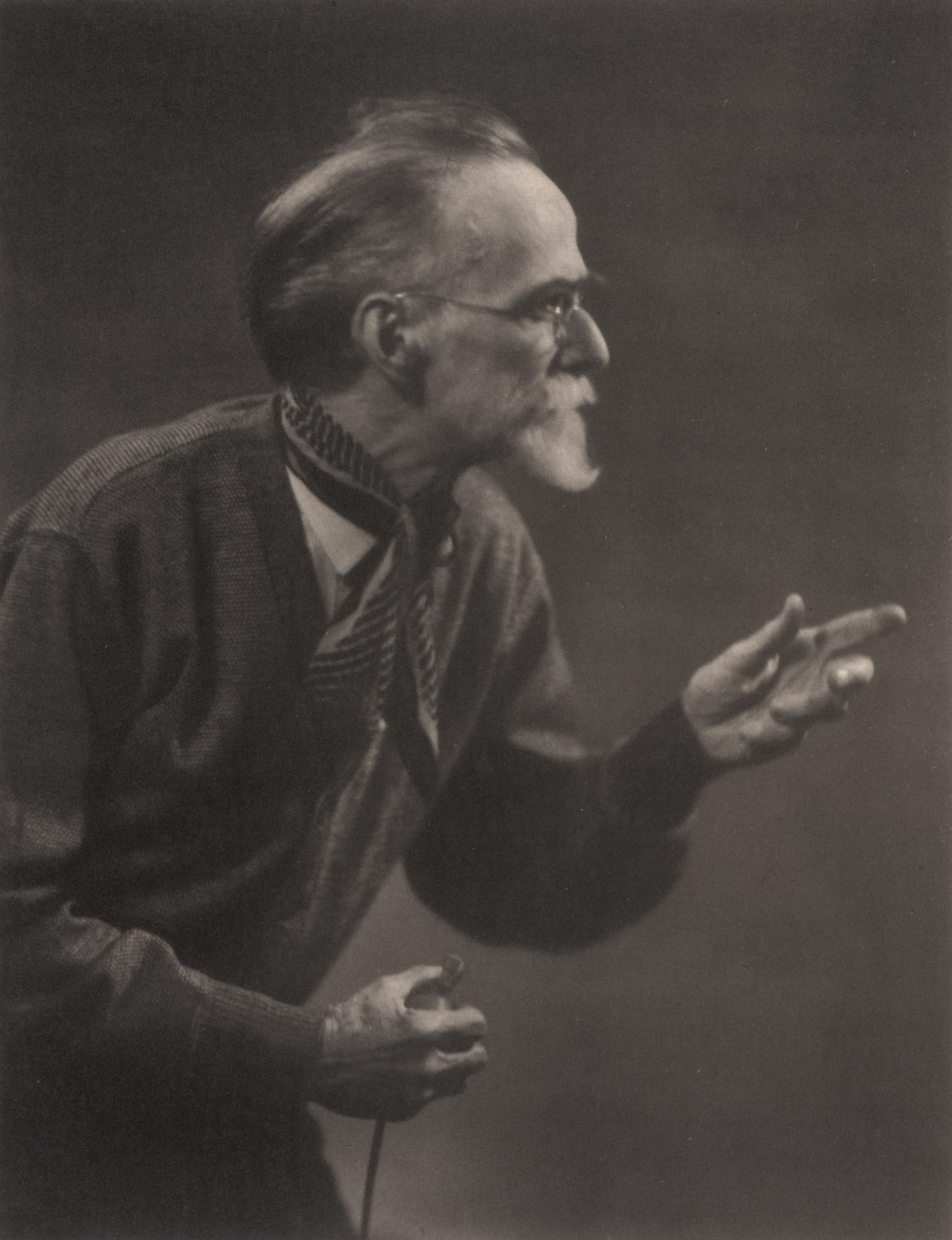
Julian Smith: Autoportrét, 1930-1940

Smith, uznávaný jako význačný chirurg v Melbourne, uspěl v paralelní kariéře významného fotografa, když poté, co se ve 20. letech 20. století ujal média a vystavoval v Melbourne Camera Clubu, mu věnoval čas ve svých necelých čtyřiceti letech. Specializoval se na portrét, který vystavoval doma i v zahraničí. V roce 1929 pomohl založit Victorian Photographic Salon a byl jeho prezidentem a často v porotě posuzoval jeho výstavy, včetně klubového Mezinárodního salonu. V roce 1946 mu vzdal hold Australasian Photo-Review ;
"Dá se s jistotou předpokládat, že každý australský fotograf zná dílo Dr. Juliana Smithe. Jeho umělecký génius, jeho technické dovednosti a jeho všestrannost jsou známé nejen v Austrálii, ale v celém světě piktorialistické fotografie."

Byl zvolen čestným členem Královské fotografické společnosti. Ve své rané historii média v Austrálii Jack Cato tvrdil, že Smith „neměl v žádné části světa nadřazeného“. Jeho portréty jsou ve starším piktorialistickém stylu v období nastupující nové fotografie, umělecky nasvícené řízenými, někdy melodramatickými, pózami a tištěné s radikálním přeexponováním v pyrokatechinové vývojce a odbarvováním ferrikyanidem. V jeho vykonstruovaném, ale populárním, 'výjevu studie postavy' může být portrétovaný jako protagonista od Dickense, Shakespeara, nebo z dětských říkanek.
Smithovy charakterové studie se objevily s článkem vysvětlujícím svou techniku v magazínu Contemporary Photography.

## Přijetí
Smithova práce byla široce obdivována ve dvacátých a třicátých letech 20. století. V recenzi jeho příspěvků na výstavě Melbourne Camera Clubu v červenci 1926 napsaly noviny The Age; „Práce Dr. Juliana Smithe v oblasti portrétu se vyznačují svou vytříbeností,“ a v recenzi výstavy z května 1930, ve které jeho práce vynikaly, noviny poznamenaly, že „záležitost tonálního provedení získal velkou pozornost,“ zvláště v „takových skvělých studiích, jako je The Prince, East Is East a hlavní studie, August Knapps. Exteriérová studie vybrané kvality byla The Little Dock.
Smithova práce sloužila jako materiál k diskusi během 30. let 20. století o umělecké hodnotě fotografie. Malíř Arthur Streeton, hodnotící mezinárodní výstavu Victorian Salon of Photograph v Galerii Athenaeum z roku 1931, po preambuli podporující myšlenku, že fotografie je umění, si pro své první komentáře vybral Smithovy fotografie The Painter, La Rixe ('The Brawl') a Flight. Ze stejné výstavy akvarelista Blamire Young poznamenává o Smithově odhodlání „vytěžit ze svých modelů to nejlepší, co mohou nabídnout, pokud jde o charakter a prezentaci. Jeho světelné efekty jsou ještě dále systematizovány a jeho kontrola nad médiem se zdá být na pokraji absolutna,“ oslavuje portrét Johna Shirlowa, „stejně dobré jako všechno, co dokázal Dr. Smith. Ukazuje to jemný cit pro typ, který ho vede při výběru jeho tvůrců a který tak často umisťuje jeho práci na přední příčky,“ i když v rozporu se Streetonem odsuzuje „hrubost...designu“ v La Rixe, který "připomíná propast, která stále odděluje fotografii od výtvarného umění."
V roce 1933 byl magazín Australasian Photo-Review konkrétnější ohledně účinku jeho portrétů a „studií postav“;
Dr. Julian Smith je zastoupen čtyřmi z jeho schopných portrétních studií; možná by byl výstižnější popis charakterové studie. Dramaticky využívá zdůraznění osvětlení a umocňuje tak dramatičnost již naznačenou dispozicí modelu.
Dosáhl mezinárodního uznání; Americká výroční fotografie zveřejnila jeho článek "Moje cíle a metody" v roce 1941. Nebojíc se vyjádřit své upřímné názory, v roce 1935 po 3. kanadském salonu napsal Eric Brown, řediteli Kanadské národní galerie, aby si stěžoval „na metody výběru, přijetí hlubotisku jako fotografického procesu, uznání či určitých technických postupů“ a definice „experimentální fotografie“.

## Portrétista

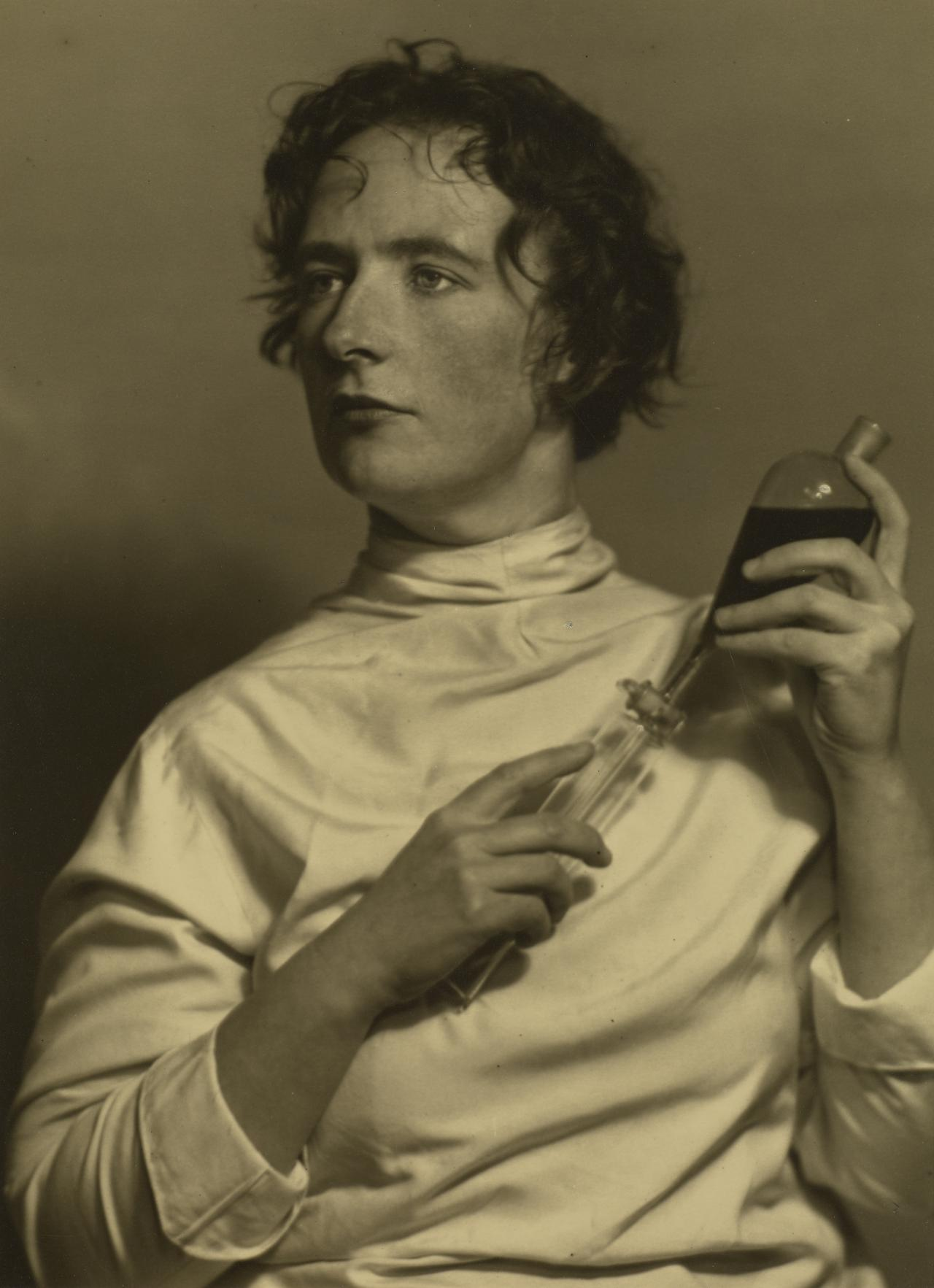
Julian Smith: Portrét australské biochemičky Marjorie Bickové, 1930–1940

Smith byl mentorem portrétisty a módního fotografa Athola Shmitha, jehož studio bylo také v 'Paris End' na Collins Street v Melbourne.
Mezi fotografované osobnosti Juliana Smithe patří například biochemička Marjorie Bicková, virolog Frank Macfarlane Burnet, patolog Howard Florey, fyzik Thomas Horder, profesor anatomie Frederic Wood Jones, Dr. John Dale, Dr. Thomas Wood; slavný australský letec Charles Kingsford Smith, plukovník Walter E. Summons, brigádní generál Neil Hamilton Fairley; spisovatel Robert Henderson Croll a básníci John Shaw Neilson a Bernard O'Dowd; tanečnice Sono Osato; herci Gregan McMahon a Frank Talbot; umělci John Shirlow, Murray Griffin, William Dargie a Lionel Lindsay, fotografové Harold Cazneaux (který fotografoval i Smithe), John Dudley Johnston, E. B. Hawkes, Monte Luke James E. Paton a F. C. Tilney; politik Alfred Stephen; Gwendolyn M. Bernardová; obchodník sir Robert Gibson; Beatrice Baillieu, nebo komunitní pracovnice a spisovatelka Paquita Mawsonová.

## Dědictví
Smith zemřel na rakovinu dne 13. listopadu 1947 ve svém domově ve východním Melbourne ve věku 74 let a byl zpopelněn ve Springvale s anglikánskými obřady. Zůstali po něm jeho manželka Edith, synové Dr. Orme Smith, Dr. Geoffrey Smith (zubař), Dr. Hubert Smith a dcera Roma (provdaná Page).
Smith byl chovatelem holubů a měl to jako koníčka a prohlašoval, že „holubí maso je vysoce výživné a u všech nemocí, které působily úbytek tkáně, nebylo nic, co by se dalo srovnávat s bílkovinným typem masa holuba Byl také známý tím, že mezi operacemi v ordinaci tančil, aby se uvolnil; spisovatelka Joan Lindsay si vzpomněla, že „malé výstřednosti... dávaly doktoru Julianovi jeho jedinečný charakter. Za poněkud nevrlou fasádou to byl dobrý, chytrý a laskavý muž, kterého po smrti oplakávaly tisíce přátel a pacientů.“
V roce 1943 Smith viděl kresby mladého muže Russella Drysdalea, který byl v nemocnici v Melbourne kvůli operaci levého oka, a byl jimi ohromen, a seznámil ho s Darylem Lindsayem, jehož prostřednictvím se Drysdale setkal s Georgem Bellem ze Společnosti současného umění, která podporoval modernistické evropské styly a povzbudil Drysdale, aby zvážil stát se profesionálním umělcem.
Portrét Dr. Juliana Smithe W. B. McInnese vyhrál cenu Archibald v roce 1936. Posmrtně Kodak publikoval portfolio Smithových portrétů Fifty Masterpieces of Photography.

## Výstavy

### Skupinové
- 1926, červenec: Melbourne Camera Club, Kodak Salon, 161 Swanston Street, Melbourne[54]
- 1930, květen: Everymans Library, Collins Street, Melbourne[55]
- 1930, červenec: Výstava Victorian Salon of Photography, Fine Art Society, 100 Exhibition St., Melbourne[104][105][106]
- 1931, září: Mezinárodní výstava Victorian Salon of Photograph, Galerie Athenaeum[56][57][107]
- 1939, srpen: International camera pictures; výstavu zahájil Harold B. Herbert, Athenaeum Gallery, 188 Collins Street, Melbourne[108]

### Posmrtné
- 1948, duben: The Dr. Julian Smith Memorial Collection, Kodak Salon Galleries, 386 George Street, Sydney[109]
- 1958, září–listopad: The Memorial Exhibition of Character Portrait Studies by the late Dr Julian Smith, The Kodak Galleries, září – listopad 1958[110][111]

## Sbírky
- Národní galerie portrétů[78]
- Národní knihovna Austrálie[87]
- Státní knihovna Victoria[89]
- Národní galerie Victoria
- Galerie umění Nového Jižního Walesu[85]
- Adelaide University Research and Scholarship Collection[63]

## Galerie

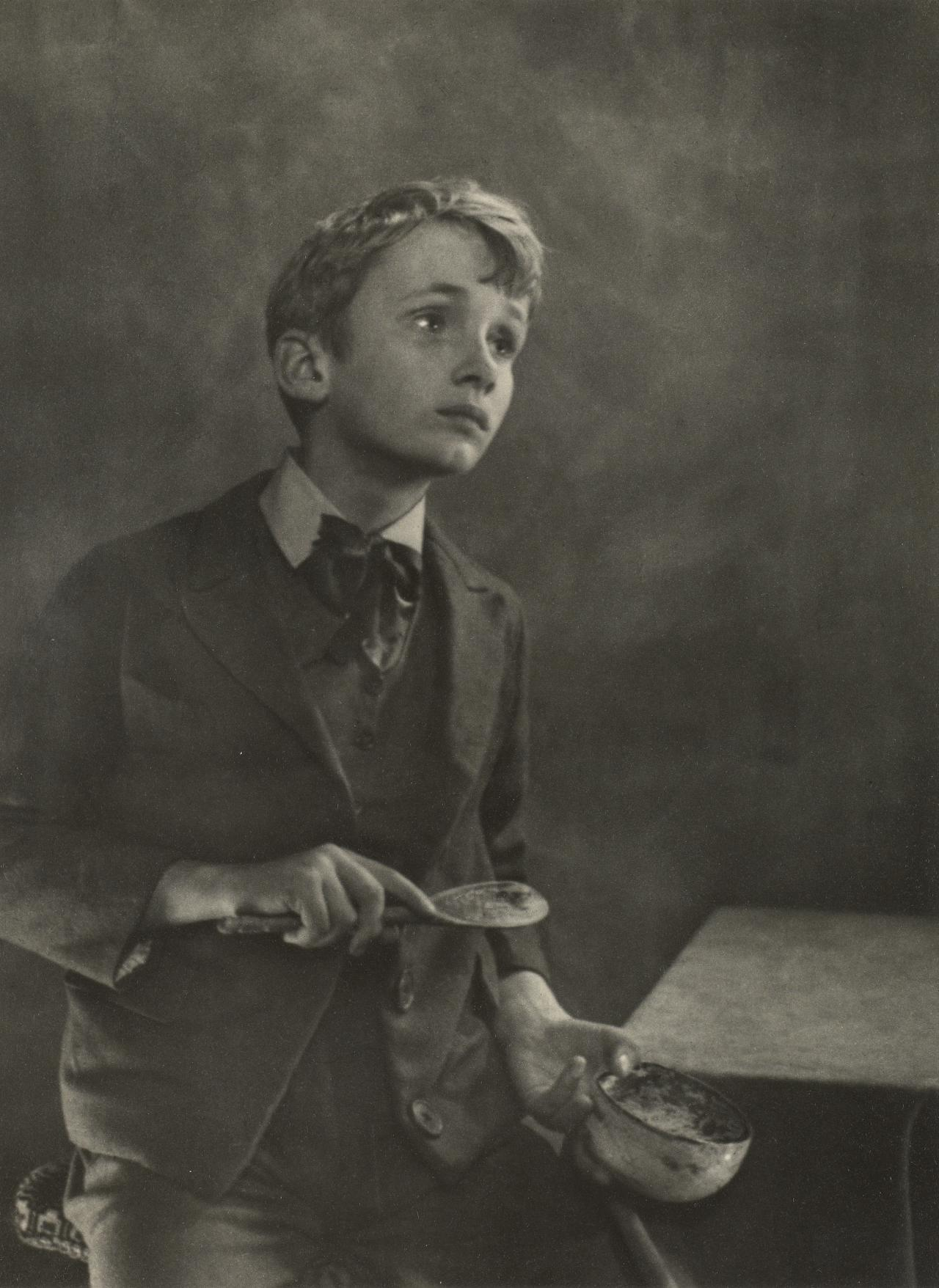
Oliver asks for more, 1930–1940
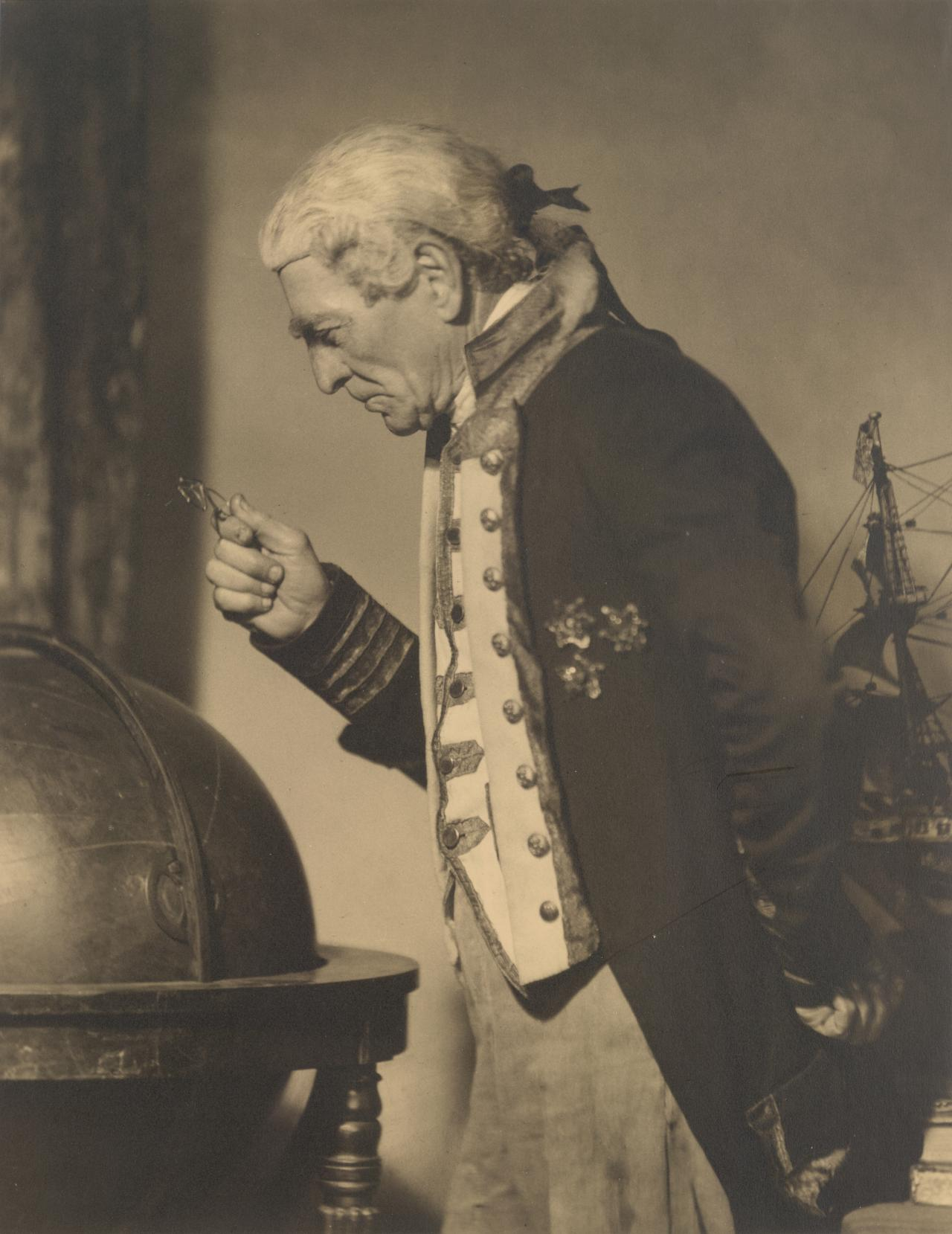
The next voyage, 1930–1940
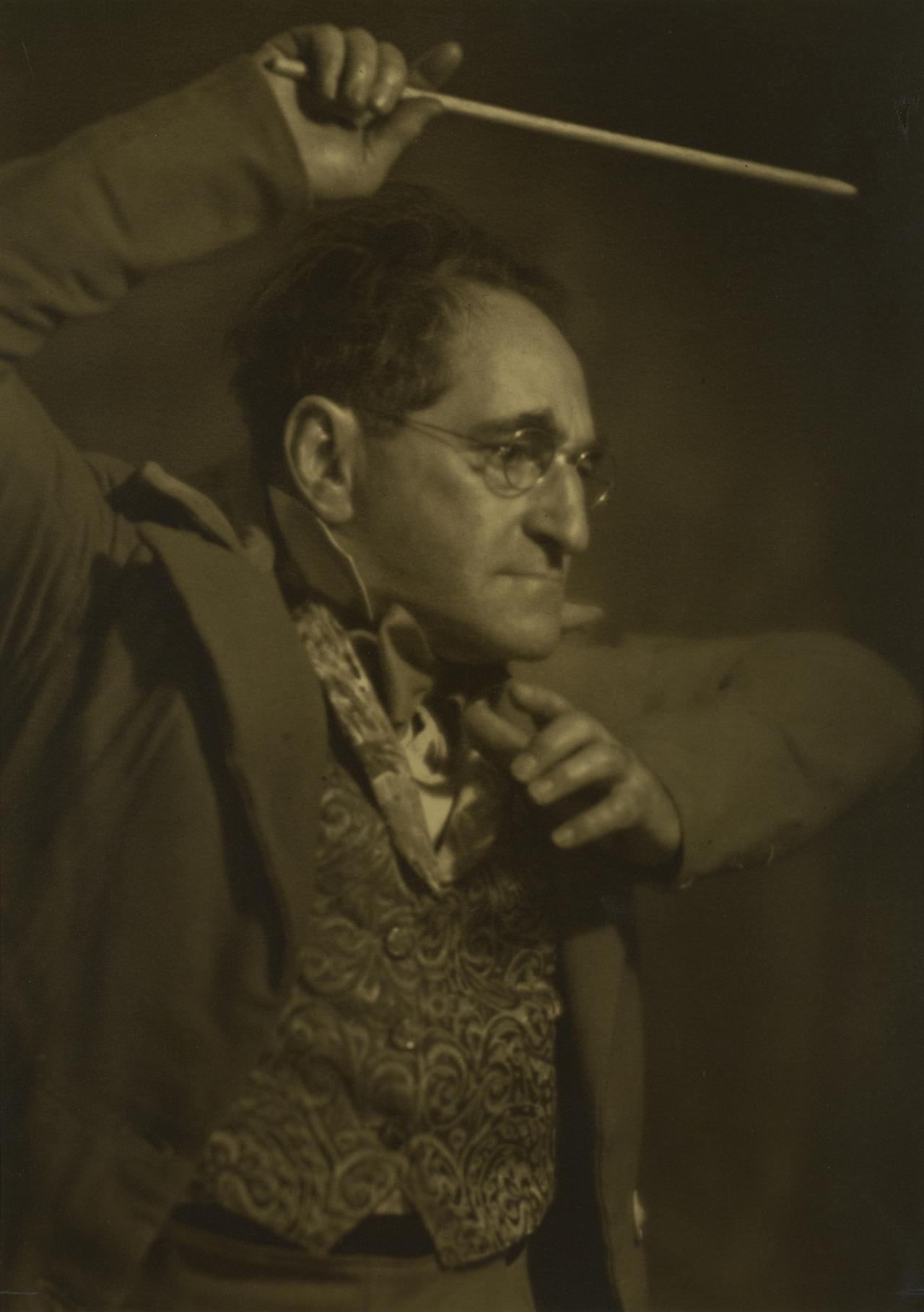
Fortissimo!, 1930–1940
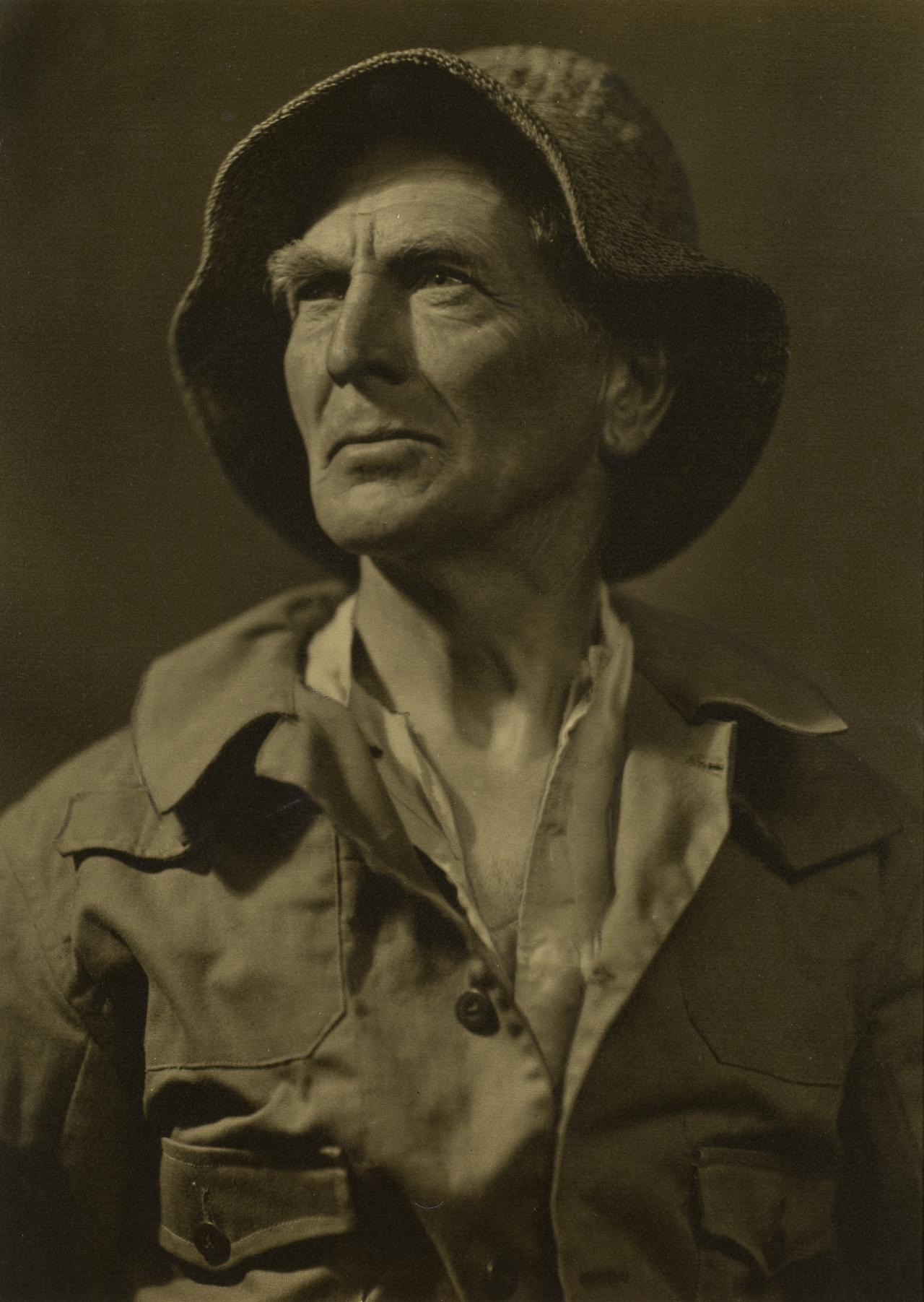
The scout, 1930–1940
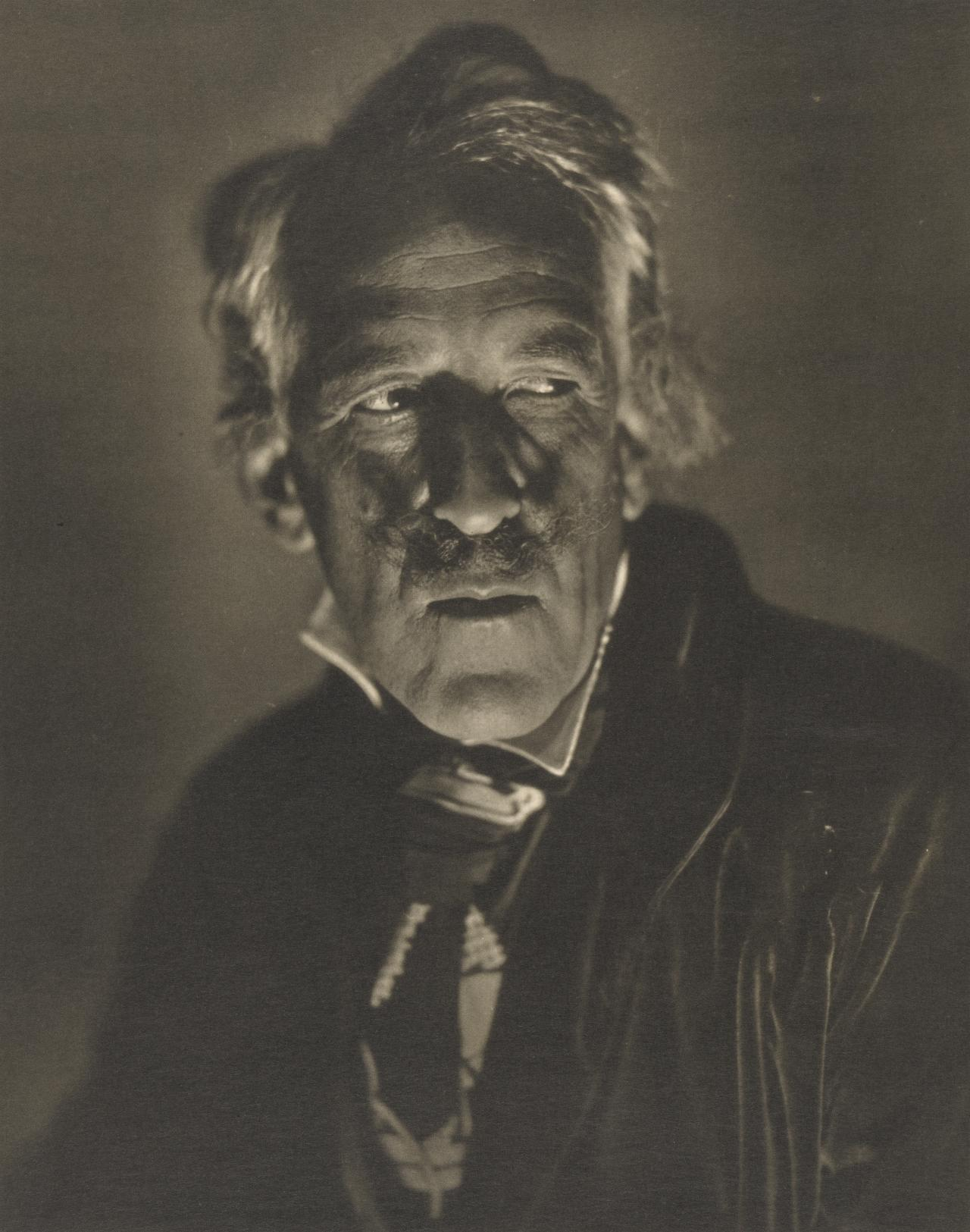
The plot thickens, 1930–1940
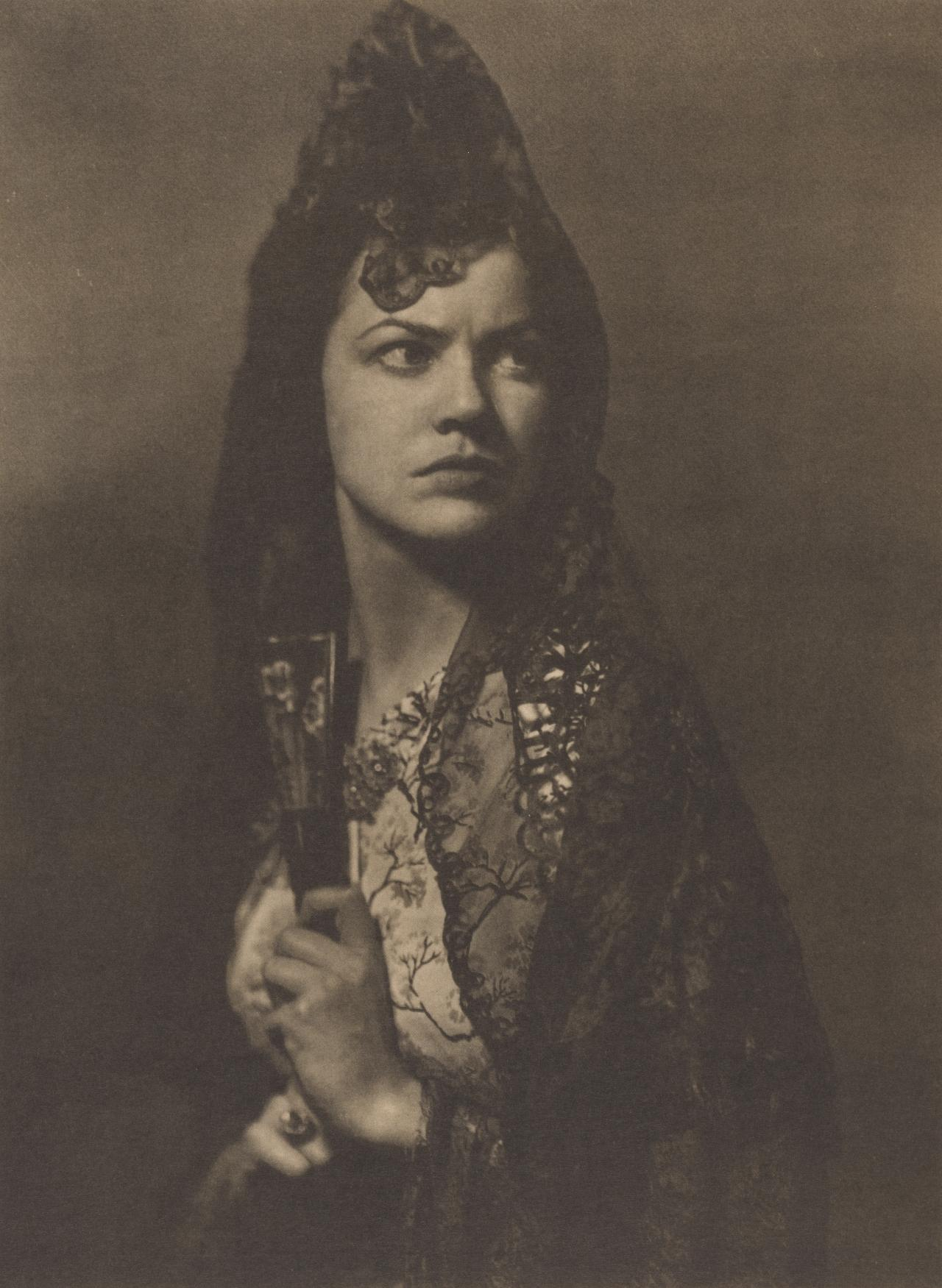
Zuřivost Bouře, 1930–1940
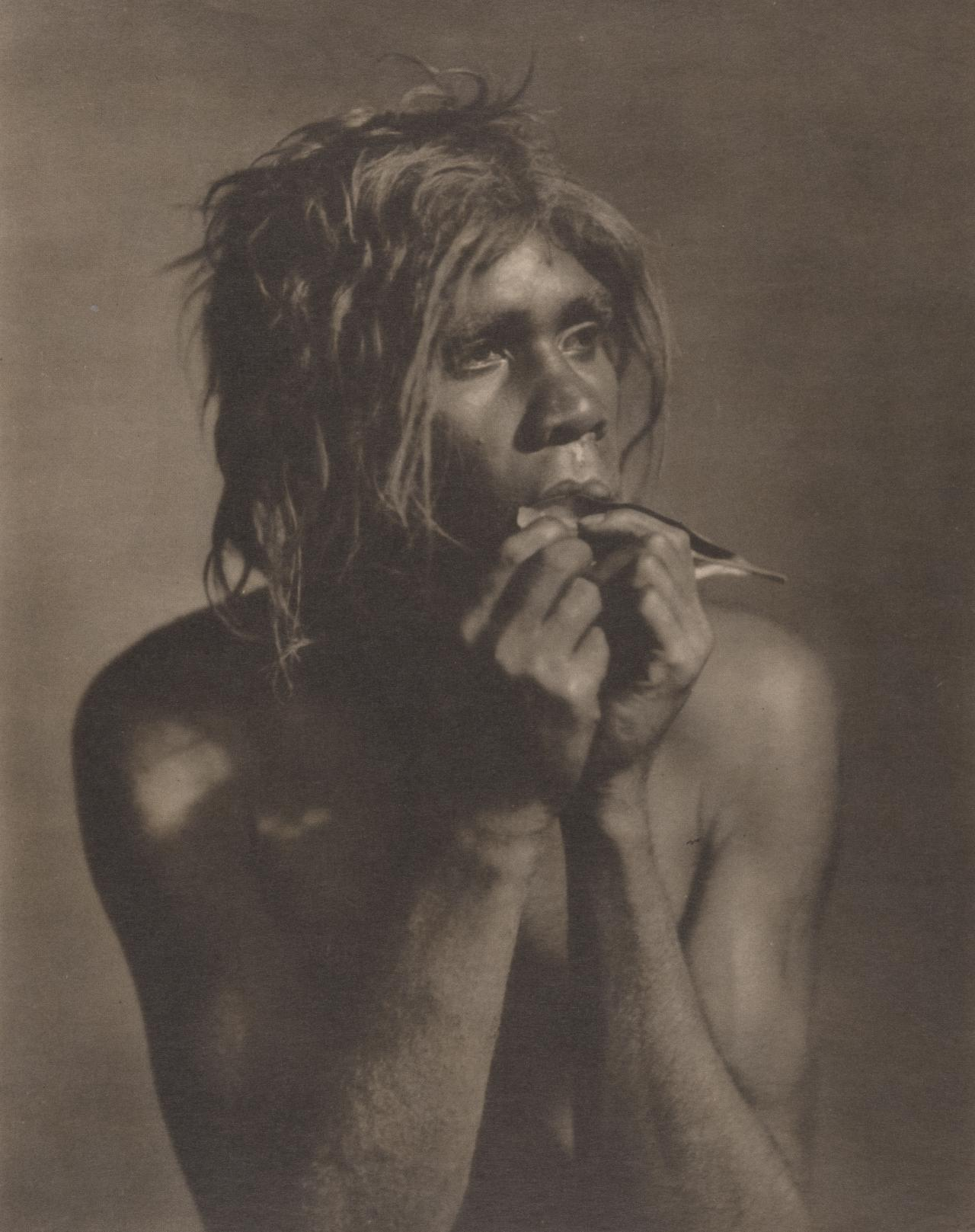
Hraní na list, 1930–1940
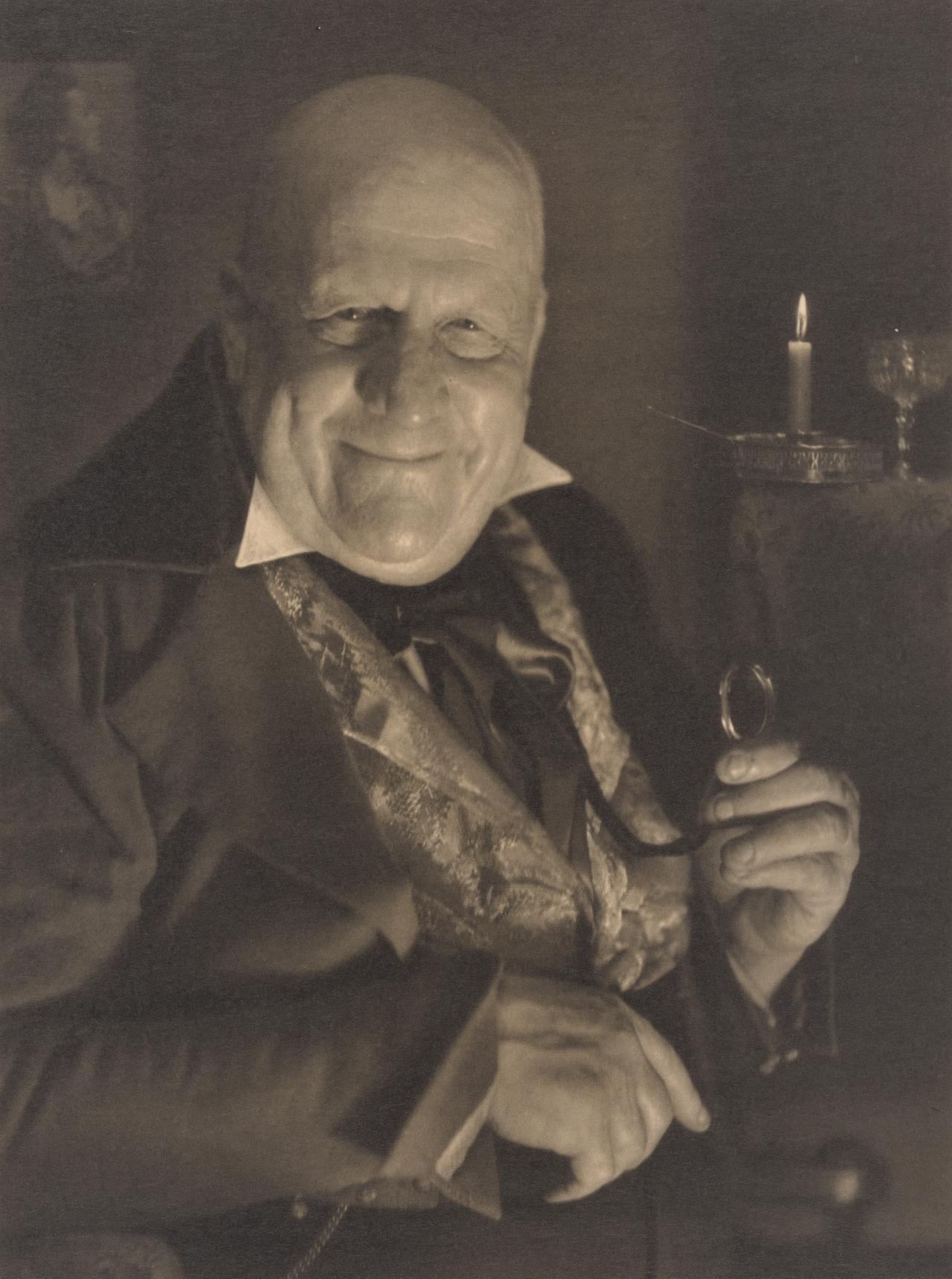
Wilkins Micawber, 1930–1940
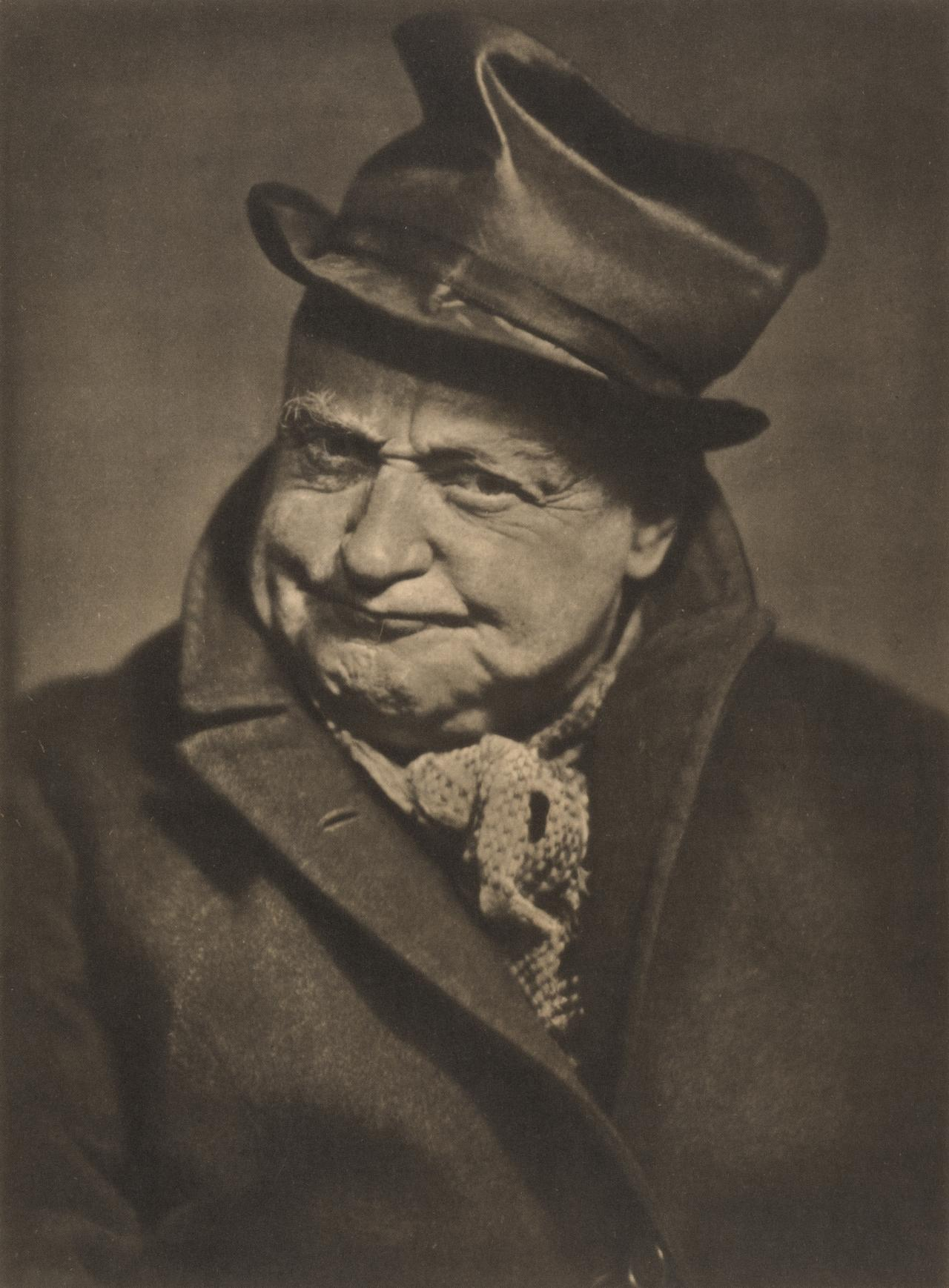
I doubt it, 1930–1940
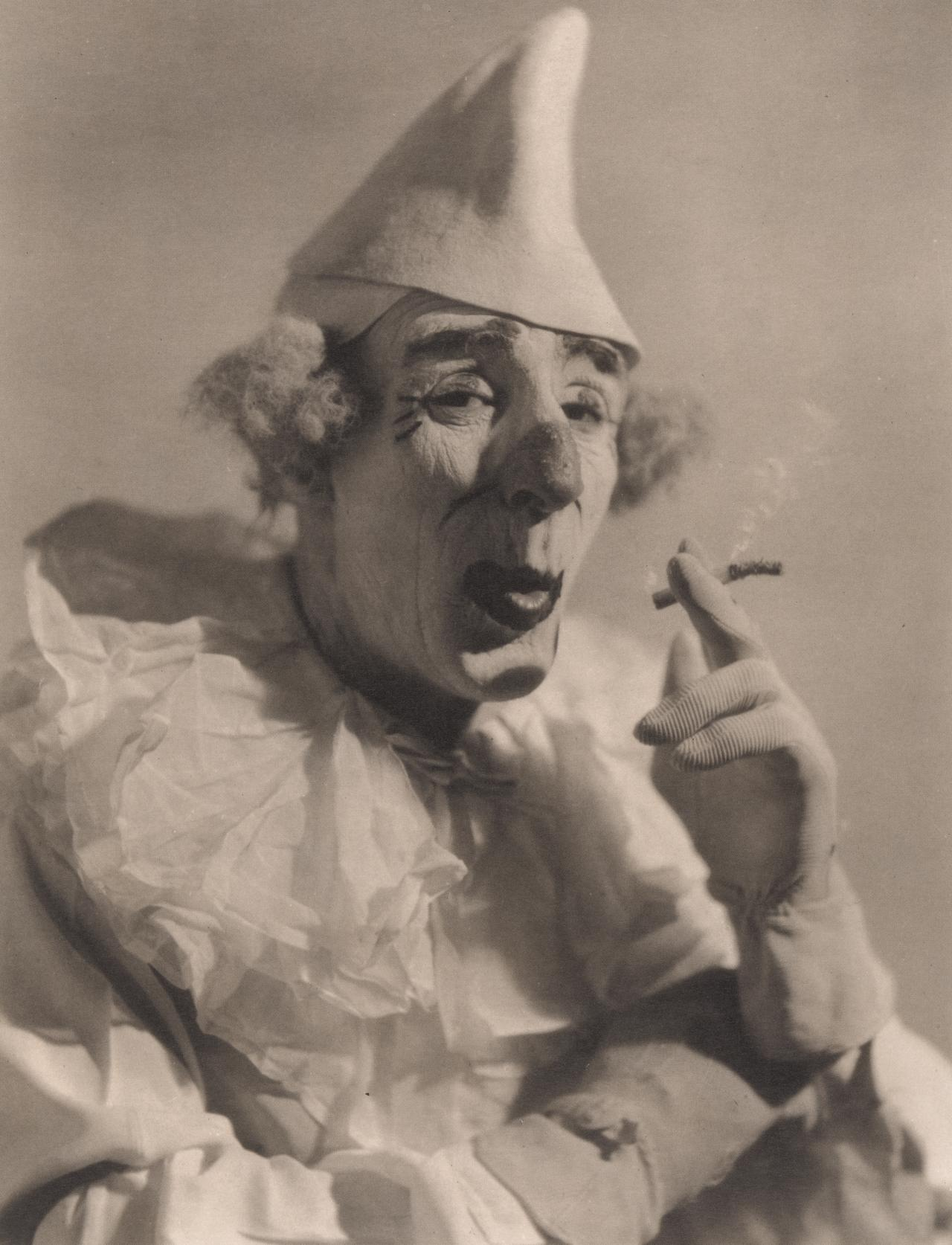
Entr'acte, 1930–1940
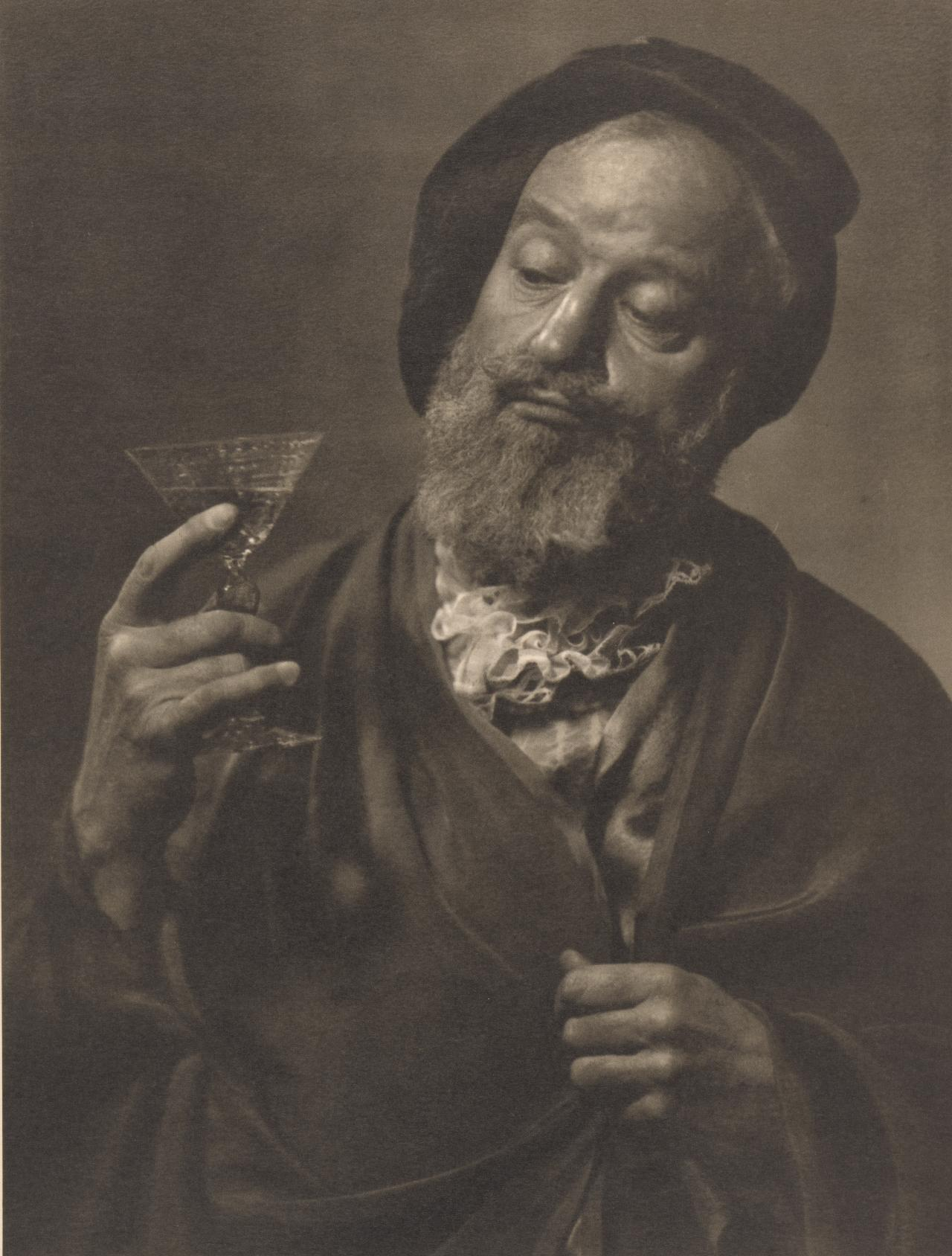
Znalec, 1930–1940
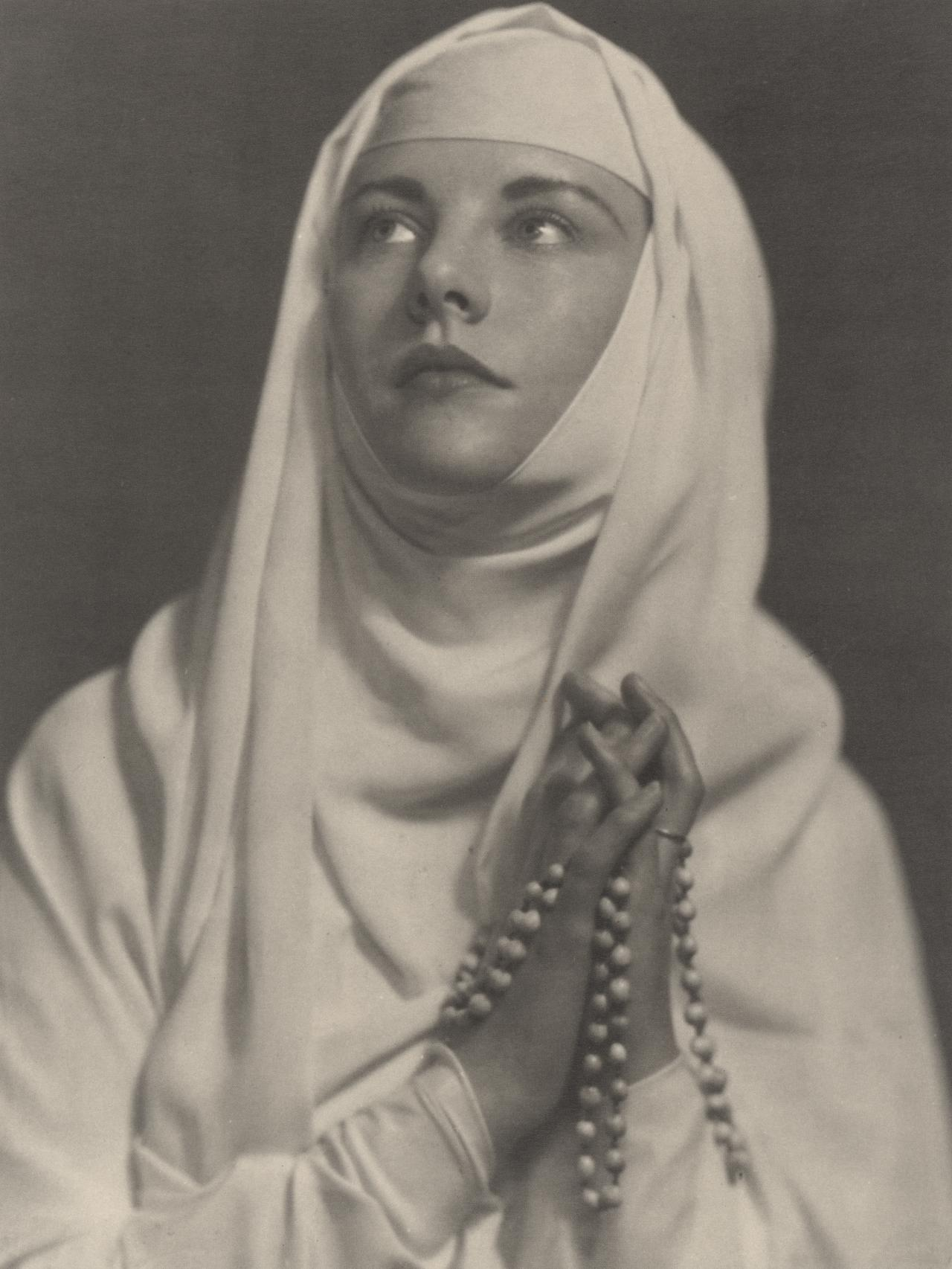
Proto se mé srdce těší, 1930–1940
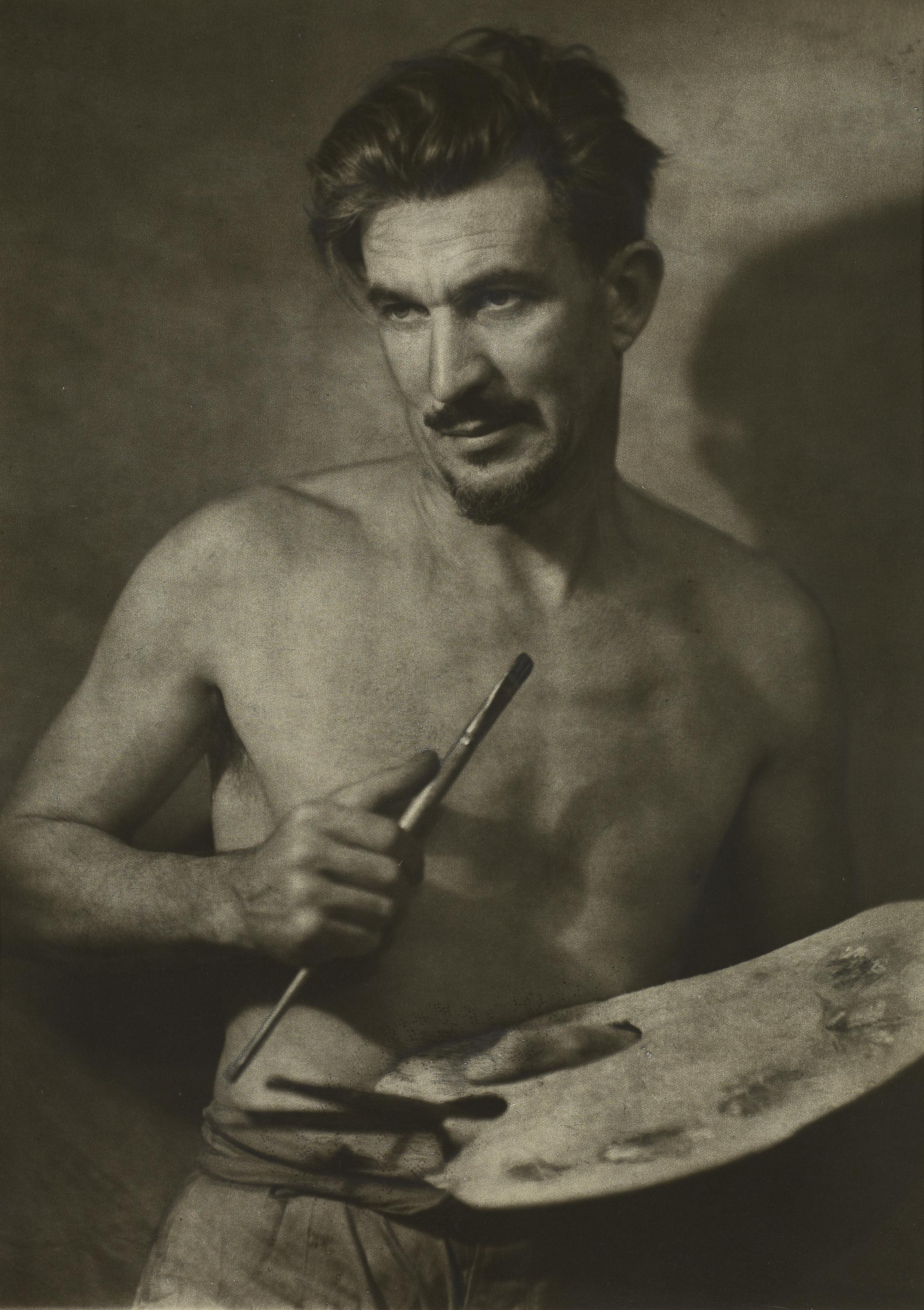
Captain Murray Griffin, 1951